# Merycomyia
Merycomyia là một chi ruồ Bắc Mỹ trong họ Tabanidae. Chi này gồm các loài:
- Merycomyia brunnea Stone, 1953 - (Brown Merycomyian Tabanid Fly)
- Merycomyia whitneyi Johnson, 1904